# Atari Inc. (filiale d'Atari SA)
Pour un article plus général, voir Atari.
Pour l'entreprise originelle appelée Atari Inc. et fondée en 1972 par Nolan Bushnell et Ted Dabney, voir Atari Inc..
Atari Inc., filiale de l'entreprise française Atari SA, est une entreprise américaine d'édition et de développement de jeux vidéo, créée en décembre 1999. 
Infogrames Entertainment rachète 70 % de GT Interactive Software le 16 décembre 1999[source insuffisante] et la renomme Infogrames Inc. En avril 1999, Infogrames Entertainment rachète Accolade et la renomme Infogrames North America. En octobre 2000, Infogrames North America est fusionné dans Infogrames Inc.. En janvier 2001, Infogrames Entertainment rachète Hasbro Interactive et tous les droits des jeux vidéo et des propriétés Hasbro Interactive, la marque Atari et ses propriétés intellectuelles. En 2003, Infogrames, Inc. propriétaire de la filiale Atari Interactive, jeux, marques et logos est renommé Atari Inc.. En octobre 2008, Infogrames Entertainment finalise l'acquisition d’Atari, Inc., qui devient une filiale en propriété exclusive du groupe. En juin 2009, Infogrames Entertainment prend le nom d'Atari SA. En janvier 2013, Atari Inc. dépose le bilan en même temps que la maison mère Atari SA. En décembre 2013, Atari SA reprend le contrôle de ses filiales américaines Atari Inc. et Atari Interactive.

## Infogrames Inc.

Logo utilisé par Infogrames Inc.

Infogrames Entertainment rachète 70 % de GT Interactive Software le 16 décembre 1999 et la renomme Infogrames Inc.. En avril 1999, Infogrames Entertainment rachète Accolade et la renomme Infogrames North America. En octobre 2000, Infogrames North America est fusionné dans Infogrames Inc.. En janvier 2001, Infogrames Entertainment rachète Hasbro Interactive et tous les droits des jeux vidéo et des propriétés Hasbro Interactive, la marque Atari et ses propriétés intellectuelles.

## Atari Inc.

Logo utilisé par Atari Inc.

En 2003, Infogrames, Inc. propriétaire de la filiale Atari Interactive, jeux, marques et logos est renommé Atari Inc.. En octobre 2008, Infogrames Entertainment finalise l'acquisition d’Atari, Inc., qui devient une filiale en propriété exclusive du groupe. En juin 2009, Infogrames Entertainment prend le nom d'Atari SA. En janvier 2013, Atari Inc. dépose le bilan en même temps que la maison mère Atari SA. En décembre 2013, Atari SA reprend le contrôle de ses filiales américaines Atari Inc. et Atari Interactive.